# Hello Bitches Tour
L'Hello Bitches Tour (stilizzato come Hello Bi+ches Tour) è stato il tour di debutto della cantante sudcoreana CL. Il tour ha visitato nove città nel 2016 negli Stati Uniti e in Canada. Il tour si è concluso a Toronto alla Sound Academy il 14 novembre.

## Annuncio
Il 23 settembre 2016 la YG Entertainment ha annunciato che CL avrebbero tenuto il suo primo tour americano. Il nome del tour deriva dal suo singolo del 2015 Hello Bitches. L'annuncio del tour è seguito all'uscita del singolo Lifted della cantante il 19 agosto.

## Controversie
Il 7 novembre, fan e concertisti avevano notato che CL aveva usato la versione "controversa" della sua canzone MTBD (Mental Breakdown) dall'inizio del tour. CL si è scusata attraverso il suo account Twitter affermando che il suo "ingegnere [aveva] inviato la vecchia versione per [il] tour". CL ha eseguito la versione alternativa per gli spettacoli successivi.

## Scaletta
1. Fire (Intro)
2. Can't Nobody
3. Scream
4. I Am the Best
5. Come Back Home
6. I Don't Care (Reggae Ver.)
7. Gotta Be You
8. Falling in Love
9. Lonely
10. Missing You
11. If I Were You
12. I Love You
13. The Baddest Female
14. Doctor Pepper
15. Dirty Vibe
16. MTBD
17. Lifted
18. Hello Bitches

Bis
1. Do You Love Me
2. I Am The Best (Remix)

## Date del tour
| Data             | Città         | Stato       | Luogo                | Biglietti venduti / Biglietti disponibili | Incasso  |
| ---------------- | ------------- | ----------- | -------------------- | ----------------------------------------- | -------- |
| 29 ottobre 2016  | New York      | Stati Uniti | Hammerstein Ballroom | N.D.                                      | N.D.     |
| 31 ottobre 2016  | Seattle       | Stati Uniti | Showbox SoDo         | N.D.                                      | N.D.     |
| 1º novembre 2016 | Vancouver     | Canada      | Vogue Theatre        | N.D.                                      | N.D.     |
| 3 novembre 2016  | San Francisco | Stati Uniti | The Warfield Theatre | N.D.                                      | N.D.     |
| 4 novembre 2016  | Los Angeles   | Stati Uniti | Microsoft Theater    | 3.264 / 4.002                             | $274.910 |
| 6 novembre 2016  | Dallas        | Stati Uniti | The Bomb Factory     | N.D.                                      | N.D.     |
| 8 novembre 2016  | Atlanta       | Stati Uniti | Center Stage         | N.D.                                      | N.D.     |
| 10 novembre 2016 | Chicago       | Stati Uniti | Chicago Theatre      | 1.506 / 2.461                             | $197.586 |
| 14 novembre 2016 | Toronto       | Canada      | Sound Academy        | N.D.                                      | N.D.     |